# Hansotto Zaun
Hansotto Zaun (* 17. Oktober 1930 in Gießen; † 30. September 2018 in Bremen) war ein deutscher Mediziner und Dekan der Medizinischen Fakultät der Universität des Saarlandes.

## Leben
Hansotto Zaun absolvierte ein Studium der Medizin an der Philipps-Universität Marburg und der Universität zu Köln und promovierte zum Dr. med.  In den Jahren von 1958 bis 1962 war er Assistenzarzt bei Professor Otto Braun-Falco in Marburg und im direkten Anschluss bis 1967 Assistenzarzt an der Hautklinik des Universitätsklinikum Homburg bei Professor Fritz Nödl. Im selben Jahr habilitierte er sich mit der Arbeit „Pathologische Reaktionen am Haarfollikel“, die mit dem Hans-Schwarzkopf-Forschungspreis der Deutschen Dermatologischen Gesellschaft ausgezeichnet wurde. Die Ernennung zum Oberarzt folgte noch im Jahr der Habilitation. Die Physiologie und Pathologie der Haare und der Nägel blieben seine wissenschaftlichen Schwerpunkte, ergänzt um dermatologische Endokrinologie und um Hautveränderungen bei Erkrankungen innerer Organe.
1969 kam die Ernennung zum Wissenschaftlichen Rat und drei Jahre später die Berufung zum außerplanmäßigen Professor an der saarländischen Universität. In den Jahren von 1974 bis 1980 war er Leitender Arzt der Hautklinik der städtischen Krankenanstalten Bremerhaven, die er zu einer beachtlichen Facheinrichtung führte. Im Herbst 1980 kehrte er nach Homburg zurück und übernahm das Ordinariat von seinem ehemaligen Chef Fritz Nödl. Dort war er in den Jahren 1994/1995 Dekan der Medizinischen Fakultät der Universität und konnte eine verbesserte bauliche Situation erreichen.
1996 wurde er emeritiert. Auch im Ruhestand leistete er mit Fachbeiträgen in der Zeitschrift „Aktuelle Dermatologie“ wichtige Arbeit in der Forscbung.
Er war mit der Fachärztin für Neurologie und Psychiatrie Hildegard geb. Brundert verheiratet. Sie hatten eine Tochter, zwei Söhne sowie zwei Enkelkinder.

## Schriften (Auswahl)
- 1958 Häufigkeitsanalytische Studie über Morbus Fox-Fordyce
- 1997 Brüchige Nägel Objektivierung und Therapiekontrolle
- 1968 Pathologische Reaktionen am Haarfollikel; klinische und experimentelle Untersuchungen über Art, Ursache und Bedeutung von Normabweichungen im Haarwurzelmuster
- 1980 Das Symptom diffuser Haarausfall, DEUTSCHES ÄRZTEBLATT, Heft 10 1980
- 1980 Publikation der Studie  „Krankhafte Veränderungen des Nagels“ (14. Auflage 2016)
- 1998 Die Homburger Hautklinik: 50 Jahre Universitätsklinik
- 2006 „Haarprobleme. Diagnostik und Bewertung von Haarwuchsstörungen in der Praxis“
- Ovulationshemmer in der Dermatologie: therapeutische Anwendung und Nebenwirkungen an der Haut

In den Jahren von 1975 bis 2000 war er Gründungs- und Mitherausgeber der Zeitschrift „Aktuelle Dermatologie“.

## Ehrungen und Auszeichnungen
- Ehrenmitglied der Ungarischen Dermatologischen Gesellschaft
- Wissenschaftlicher Rat